# 非常幸运
《非常幸运》（My Lucky Star），是由邓尼·戈登导演的一部2013年爱情电影，章子怡、王力宏等人主演，是章子怡担任制片人的“非常”系列电影第二部，於新加坡、香港、澳门、北京等地取景拍摄，2013年9月17在中国大陆首映，10月4日在台湾上映。

## 剧情
喜欢幻想、爱画漫画的少女苏菲（章子怡饰），有一天得到幸运之神眷顾抽中了到新加坡的浪漫之旅。在闺蜜李莉（姚晨 饰）和陆小夕（林心如 饰）的爽约下，苏菲孤伶伶的出发。在旅程中她遇上了跟她梦中男友长得一模一样的神秘男子（王力宏饰），令苏菲更没想到的是神秘男子原来是一名特工，她更因此阴错阳差，卷入了一场抢夺钻石“幸运星”的案件，令她变成各路人马追杀的目标。

## 演员表
| 演员   | 角色            | 介紹                               |
| 章子怡 | 苏菲            | 旅行社職員                         |
| 王力宏 | 嚴大衛（David） | 特工                               |
| 关颖   | 黑寡妇          | 嚴大衛前女友                       |
| 姚晨   | 李莉（Lily）    | 蘇菲好友，富婆                     |
| 蔡少芬 | 西西（CiCi）    | 蘇菲朋友                           |
| 林心如 | 陆小夕（Lucy）  | 蘇菲好友，有一個比自己年紀少的男友 |
| 郑恺   | 阿宝            | 嚴大衛助手                         |
| 高捷   | 高先生          | 受雇黑寡妇拿"幸福星"               |
| 刘桦   | 旅行社上司      | 苏菲的上司                         |
| 戎祥   | 李纨            | 受雇交易"幸福星"                   |
| 張晉   | Thomas          | 西西老公                           |
| 王宝强 | 武器竞拍买家    |                                    |

## 票房
中国大陆首周六天票房收8670万人民币夺该周票房冠军；至10月27日，累積票房約1.38億人民币。
| 上一届： 《蓝精灵2》 | 2013年中国内地一周票房冠军 第38周 | 下一届： 《狄仁杰之神都龙王》 |